# خزه جویبار برفی
خزه جویبار برفی (نام علمی: Hygrohypnum styriacum) نام یک گونه از رده رده دم‌اسبی است.